# Amatus von Sitten
Der Heilige Amatus von Sitten, auch St. Aimé oder Aimé de Sion genannt, war ein Benediktinermönch.

## Leben
Der aus einer wohlhabenden Familie stammende Amatus legte das Mönchsgelübte in der Abtei Saint-Maurice in Agaunum ab, wo er mit Erlaubnis des Abtes in einer kleinen, in einen Felsen gehauenen Zelle wohnte, an die sich ein Oratorium anschloss, das heute „Unsere Liebe Frau im Felsen“ genannt wird.
Um das Jahr 669 wurde Amatus, nachdem er als Abt gedient hatte, zum Bischof von Sitten im Wallis gewählt. Er war ein versierter Seelsorger und konnte hier die Almosen großzügig an die Armen verteilen. Er regierte seine Diözese fast fünf Jahre, als einige Verleumdungen über ihn verbreitet wurden. Es hieß, er habe sich negativ über den Hausmeier des Schlosses, Ebroin, geäußert. Obwohl keine Synode zu seiner Anhörung einberufen worden war, kein Absetzungsurteil erging und er auch keines Verbrechens angeklagt worden war, verbannte ihn König Theuderich III. in die Abtei Mont-Saint-Quentin in Péronne, wo ihn der Abt Ultanus mit allem Respekt empfing. Entlastet von der Verantwortung für die Verwaltung einer Diözese, fand Bischof Amatus im Exil Ruhe.
Nach dem Tod von Ultanus wurde Abt Mauront mit der Obhut des Bischofs betraut und brachte ihn zunächst in das Kloster Hamaye. Bald darauf errichtete er jedoch eine neue Abtei auf einem eigenen Landgut, das Breüil in Flandern hieß. Amatus zog mit ihm nach Breüil. Mauront empfing ihn als Gast und übertrug ihm die Leitung der Abtei. Nachdem Amatus das Haus in vorzüglicher Weise eingerichtet hatte, schloss er sich in einer kleinen Zelle in der Nähe der Kirche ein. So lebte er fünf Jahre bei diesen Mönchen und starb 690. Einige Zeit vor seinem Tod im Jahr 691 bereute Theuderich seine Vorgehensweise gegenüber Amatus und schenkte der Abtei von Breüil aus Reue mehrere Spenden.
Um 700 überführte der heilige Bain den Leichnam des heiligen Amatus von Merville in die Kirche, die der heilige Maurout in Douai errichten ließ.
Der Heilige Amatus wird am 13. September verehrt.

## Sonstiges

### Orte, die vermutlich nach dem Heiligen benannt sind
- Saint-Aimé, der Französische Kolonial-Name von Djidioua (Algerien)